# 금비 (신비아파트)
금비는 《신비아파트 시리즈》에 등장하는 가공의 인물이다. 신비, 주비, 물도깨비와 같은 도깨비로 성별은 여성이며 신비의 친구이다. 6기 부터는 신비의 부하로 신비에게는 신비님이라고 부른다.

## 사용하고 있는 도구

### 2기 Part 2
- 도깨비 요요

### 3기
- 더블 X 도깨비 요요

### 4기
- 요술 큐브

## 성격
밝고 순수한 편이지만 금사빠(금방 사랑에 빠진 도깨비)여서 잘생긴 남자들(강림, 리온, 이안)을 보면 오빠야~라고 부른다.

## 작중 행적

### 신비아파트: 금빛 도깨비와 비밀의 동굴
구하리 일행과 처음 만났다.이때도 동굴에서 살았다.

### 신비아파트: 고스트볼X의 탄생
이때는 동굴에서 지내고 있었는데, 신비와 하리의 친구들이 집에 놀러오자 직접적으로 맞이하였다. 이 때 보물상자 위의 석상에 금이 가면서 기억을 잃게 되었고, 신비와 함께 신비아파트에서 지내게 되었다.
15화에서는 하리와 친구들을 구해준 리온에게 장미를 주며 관심을 표현한다.
20화에서는 강림에게 자신이 직접 만든 쿠키를 준 뒤에 신비아파트로 돌아온 리온에게 자신이 직접 만든 쿠키를 선물하지만 신비와 구두리가 여기 구미호가 여기 있다고 말하자, "뭐라고? 여기 구미호가 살아?"라고 말한 리온에게 리온이 오빠는 몰라도 된다고 말했다.
22화에서는 청목형형으로 변하였다.
23화에서는 신비가 폭주해서 "오라버니는 너무 슬퍼서 그러는기다 니까지 그런일을 겪을 필요는 없다 "하며 백허그를 하였다.

### 신비아파트 고스트볼 더블X
신비와 함께  요요를 업그레이드해서 사용한다.
신비와 함께 고스트볼 더블 x를 만들어
주었다.
자간에게 당했다.
25화에서 동상귀한테 맞아서 쓰러졌다.

### 신비아파트 고스트볼Z
신비와 함께 요술 큐브를 사용한다.

## 다른 캐릭터들과의 관계

### 신비
같은 아파트에 살고 있는 친구로 자꾸 티격태격하지만 그래도 사이가 좋은 도깨비 친구이다.6기 부터는 신비님 이라고 부른다.

### 주비
극장판 신비아파트: 하늘도깨비 대 요르문간드에 출연한 하늘도깨비 왕자로 도깨비 친구이다.

### 최강림,리온,이안
관심을 표현하는 짝사랑하는 오빠들이다.

### 구하리,구두리
같은 아파트에 살고 있는 친구들. 신비와 계약을 하였다.

### 두억시니
친 언니/오빠들

## 같이 보기
- 신비아파트의 등장인물 목록
- 신비
- 주비